# Shunsuke Motegi
Shunsuke Motegi (jap. 茂木 駿佑 Motegi Shunsuke; ur. 2 października 1996) – japoński piłkarz występujący na pozycji pomocnika. Obecnie występuje w Vegalta Sendai.

## Kariera klubowa
Od 2015 roku występował w klubach Vegalta Sendai i Zweigen Kanazawa.